# Moraleja del Vino
Moraleja del Vino és un municipi de la província de Zamora, a la comunitat autònoma de Castella i Lleó.

## Demografia
| 1991 | 1996 | 2001 | 2004 |
| ---- | ---- | ---- | ---- |
| 1202 | 1261 | 1254 | 1315 |

## Personatges il·lustres
- Eduardo Barrón, escultor